# Macrochoriolaus elegans
Macrochoriolaus elegans är en skalbaggsart som beskrevs av Linsley 1970. Macrochoriolaus elegans ingår i släktet Macrochoriolaus och familjen långhorningar. Inga underarter finns listade i Catalogue of Life.